# Суворов, Пётр Филиппович
Суворов, Пётр Филиппович (1820—1888) Генерал-Майор РИА — Герой Кавказа, Глава Полиции г. Новочеркасска, сподвижник генерала Бакланова, командир 62-го и 69-го Донских Казачьих Полков, Дворянин

## Биография
Пётр Филиппович Суворов родился Пётр Филиппович Березовский 20 декабря 1820 года в Станице Новочеркасской, из казачьих детей.
В возрасте 17 лет он вступил в казачий кавалерийский корпус.
В 21 год П. Ф. перешел в Атаманский лейб-гвардии полк.
По окончании службы в полку изъявил желание перевестись на Кавказскую Линию для борьбы с Чеченскими повстанцами.
С 1845 П. Ф. служит на Кавказе в 20-м и 17-м Донских казачьих генерала Бакланова полках.
Согласно современникам: «Тот, кто помнит донского героя Бакланова на Кавказе, помнит имена его самых любимых соотечественников (Донцов) - В. А. Полякова и П. Ф. Березовского».
В течение десяти лет Петр Филиппович оставался на Кавказе без отпуска. 
Он участвовал в 154 сражениях и рейдах против неприятеля, пройдя путь от урядника до звания войскового старшины, заслужив Ордена Св. Анны 4-й степени с надписью «За храбрость» и Св. Анны 3-й степени с мечами и бантом.
В 1855 году во время Крымской войны Пётр Филиппович был отозван на Дон, где он командовал 69-м Донским казачьим полком, который был частью армейского подразделения, защищавшего берега Азовского моря. Он оставался в этой роли до конца войны.
В начале 1857 года Пётр Филиппович был назначен комиссаром полиции столицы Дона - Новочеркасска.
В 1859 произведён в подполковники.
В 1861 году за особые заслуги перед отечеством П. Ф. Березовский и потомки признаны в дворянстве.
Полковник с 1865 года. Награждён С-2 с короной и А-2 с короной.
В 1867 году, в связи с покушением в Париже польского националиста Березовского на императора Александра II, Пётр Филиппович обратился к Императору с просьбой сменить фамилию отца на фамилию матери, урожденной Суворовой.
После одиннадцатилетней карьеры на посту полицмейстера в столице Донского Казачества, Наказной Атаман А. Л. Потапов писал о П. Ф. : «Полковник Суворов, служивший в казачьей коннице и заслуживший блестящую репутацию храброго офицера на Кавказе, был избран на пост начальника полиции и за одиннадцать лет он укрепил эту позицию и заслужил такую же похвальную репутацию, уважение и любовь всех жителей Новочеркасска ».
В 1869 году Пётр Филиппович был назначен командиром 62-го Донского казачьего полка, служил в При-Вислинском крае, награждён орденами Святого Владимира III и II степени с бантом. 
Три года спустя, вернувшись со своим полком на Дон, Пётр Филиппович был назначен заместителем председателя областного приказа общественного призрения.
В 1879 году получил звание генерал-майора.
Во время визита в Новочеркасск императора Александра III в мае 1887 года, Пётр Филиппович был избран донским дворянством в депутацию подносящей хлеб и соль почетному гостю.
Награждён орденом Св. Станислава 1-й степени.
Пётр Филиппович скончался 7-го мая 1888 года от ран и травм, полученных во время его долгой военной карьеры.

## Семья
Жена: Кузнецова, Калиста Петровна - дочь есаула Петра Тарасовича Кузнецова, из дворян
Дети: Суворова, Анна Петровна - замужем за Генерал-Лейтенантом Лютенсковым;  Суворова, Александра Петровна, вдова есаула Василия Мельникова, замужем за Астаховым, Иваном Петровичем - во втором браке; Суворова, Елизавета Петровна; Суворова, Лариса Петровна; Суворова, Мария Петровна; Суворова, Надежда Петровна; Суворова, Софья Петровна.